# Jean Jones (Malerin)
Jean Verity Jones (* 5. Juli 1927 in London; † 28. April 2012) war eine englische Malerin. Sie verbrachte den größten Teil ihres Lebens in Oxford, Devon und Primrose Hill. Ihr Vater war ein erfolgreicher, aber bescheidener hochrangiger Beamter. Sie schuf über 400 Kunstwerke, darunter eine Vielzahl von Landschaften, Porträts, Selbstporträts und Stillleben.
Nach ihrem Schulabschluss besuchte sie kurz die Saint Martin’s School of Art in London, wo sie unter der Anleitung von Ruskin Spear studierte, bevor sie ihre Leidenschaft für die Malerei vorübergehend aufgab und sich am Girton College in Cambridge immatrikulierte, wo sie Englisch las. Später heiratete sie John Jones, einen Fellow des Merton College in Oxford und später Oxford-Professor für Poesie zwischen 1978 und 1983.
In den frühen 1960er Jahren wurde sie durch die Lektüre der Briefe von Vincent van Gogh angeregt, die Malerei wieder aufzunehmen. Ihre Arbeit beschäftigt sich intensiv mit den bedeutenden Orten ihres Lebens, insbesondere mit ihrer Umgebung in Oxford, Devon und Primrose Hill. 
Jean Jones’ Werk war 1980 Gegenstand einer Einzelausstellung im Ashmolean Museum in Oxford. 1999 veranstaltete Duncan Campbell Contemporary Art einen Atelierverkauf ihrer Arbeiten. 
Im Oktober 2020 organisierte ein Team unter der Leitung ihres Enkels die erste Ausstellung ihrer Arbeiten seit über zwanzig Jahren in der Brownston Gallery in Modbury.